# 1972년 이란 블리자드
1972년 이란 블리자드(페르시아어: بوران ایران)는 1972년 2월 3일부터 9일까지 일어난 이란의 블리자드로, 대략 4,000명이 사망했다. 7일간 겨울폭풍이 불고 이상 저온 현상이 일어났으며 이 기간 동안 이란 북서부 및 남부 농촌 지역에 대략 3m 가량의 눈이 쌓였다.
이란 남부 지역에는 최대 7.9m의 눈이 내려 4,000명 가량이 눈에 묻혔다. 이란 지역 신문 에테라아트에 따르면, 아르다칸과 그 주변 지역이 가장 큰 피해를 입었으며 카칸과 쿠마르 두 마을은 전멸하여 생존자가 한명도 없었다. 터키와의 국경 마을인 세클랍 마을에서는 눈사태가 일어나 마을 주민 100여명 가량이 눈에 묻혀 사망했다.
이 블리자드는 역사상 가장 많은 사상자를 안긴 블리자드이다.

## 같이 보기
- 이란